# Czworogratka modrzewiak
Czworogratka modrzewiak (Amphigerontia intermedia) – gatunek owada z rzędu psotników i rodziny psotnikowatych.

## Taksonomia
Gatunek ten opisał jako pierwszy Alfred Tetens w 1891 roku pod nazwą Psocus intermedius. Do rodzaju Amphigerontia przeniesiony został w XX wieku.

## Morfologia
Owad ten osiąga 3,9 mm długości przedniego skrzydła. Głowa jest żółtawa z brunatnymi plamami biegnącymi zbieżnie od środka ciemienia ku policzkom. Wyposażona jest w jednolicie brunatnoczarne oczy złożone. Czułki u samca trochę przekraczają długość przedniego skrzydła. Przednie skrzydła są przezroczyste ze skąpym, brunatnym wzorem w formie plam i przepasek. Tergity tułowia są błyszczące. Genitalia samca cechują się symetrycznym hypandrium podzielonym u wierzchołka na trzy płaty, z których środkowy ma trójkątne wyżłobienie. Paramery są rozszerzone, na krawędziach karbowane, nieprzyrośnięte do prącia. Samica ma T-kształtny znak na płytce subgenitalnej i dwupłatowe walwy zewnętrzne.

## Ekologia i występowanie
Biotopem tego owada są lasy, sady, ogrody, parki oraz inne zadrzewienia i zarośla. Żeruje na porostach i grzybach strzępkowych. Bytuje głównie na konarach i gałęziach drzew i krzewów iglastych, rzadziej wybierając gatunki liściaste, np. z rodzaju brzoza.
Gatunek palearktyczny, europejski. Znany jest z Francji, Holandii, Niemiec, Szwajcarii, Włoch, Szwecji, Finlandii, Polski, Czech, Słowacji, Węgier, Rumunii i Ukrainy. Na „Czerwonej liście gatunków zagrożonych Republiki Czeskiej” umieszczony został jako gatunek bliski zagrożenia wyginięciem (NT). W Polsce jest owadem rzadko spotykanym.